# Setaria latifolia
Setaria latifolia là một loài thực vật có hoa trong họ Hòa thảo. Loài này được (Scribn.) R.A.W.Herrm. miêu tả khoa học đầu tiên năm 1910.